# Sokolsky outflank
De Sokolsky outflank is een variant van de Sokolskyopening. De beginzetten van de opening zijn 1. b4 - c6 2. Lb2 - Db6 3 a3 - a5.
Het doel van zwart is hier om de druk op te voeren op de loper op b2. Wit kan de pion op a5 niet slaan, omdat anders de loper op b2 valt. Het beste antwoord voor wit is het Katalymovgambiet, dat is 4. c4.
| Sokolsky outflank | 1.b4 c6, 2. Lb2 Db6, 3. a3 a5 (zie diagram) |
| Katalymovgambiet  | 1.b4 c6, 2. Lb2 Db6, 3. a3 a5, 4. c4        |